# 埃莱妮·卡雷恩德鲁
埃莱妮·卡雷恩德鲁，希腊作曲家。1941年生于希腊中部福基斯州的山村提奇奥。在那里，乡村音乐节上的长笛和黑管，教堂的拜占庭音乐给了她最初的熏陶。从童年开始她便是一个忠实的电影爱好者。
在雅典，她学习了钢琴和乐理。希腊军政府时期流亡巴黎，在那里学习了民族音乐学和配器法。1974年开始拥有自己的录音室，1976年开始与ECM Records合作，并开始为戏剧、电影配乐。
1979年在塞萨洛尼基国际电影节上获奖，结识了西奥·安哲罗普洛斯。后者的后期作品如《鹤鸟踟蹰》、《雾中风景》、《尤利西斯的凝视》、《永恒与一天》等均由卡雷恩德鲁配乐。1992年获普雷米欧·费里尼奖。